# LALALA 幸せの歌
「LALALA 幸せの歌」（ラララ しあわせのうた）は、℃-uteのメジャー4枚目のシングル。2008年2月27日にzetimaから発売された。

## 概要
- 「LALALA 幸せの歌」は、当初ハロー!プロジェクトワンダフルハーツのメンバー（モーニング娘。、Berryz工房、℃-ute）が「ハロプロワンダフルオールスターズ」として2007年12月25日から着うた、及び着うたフル限定で発売した楽曲であった。この三組が「ハロー!プロジェクト10周年記念紅白スペシャル隊」として出場した『第58回NHK紅白歌合戦』で初披露、年明けのコンサートでも歌われた。楽曲、ステージ共に好評であったため、急遽℃-uteのシングルとしてリリースされることとなった。その後、ハロプロワンダフルオールスターズ版の「LALALA 幸せの歌」は『プッチベスト9』に収録された。
- アルバム『3rd〜LOVE エスカレーション!〜』の先行シングル。
- CBCテレビ「なるほどプレゼンター!花咲かタイムズ」イメージソング。
- センターは矢島舞美、メインボーカルは矢島舞美、鈴木愛理、中島早貴、萩原舞である。

## 収録曲
全作詞・作曲：つんく　全編曲：平田祥一郎
1. LALALA 幸せの歌
2. 最高級のエンジョイGIRLS
3. LALALA 幸せの歌 (Instrumental)

## 参加ミュージシャン
LALALA 幸せの歌
- プログラミング：平田祥一郎
- コーラス：竹内浩明・つんく♂

最高級のエンジョイGIRLS
- プログラミング：平田祥一郎
- コーラス：CHINO